# Maestro I

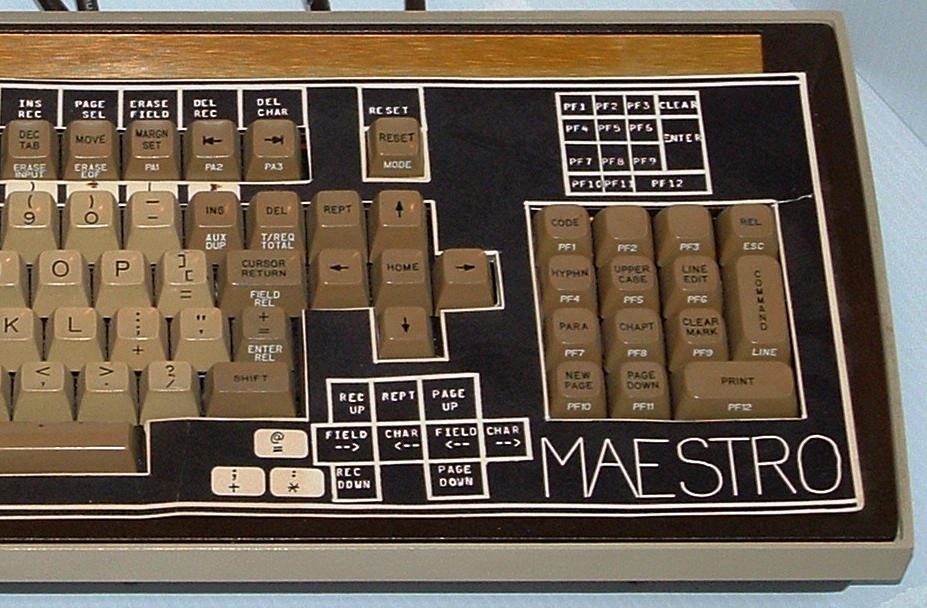
Maestro-Tastatur

Maestro I von Softlab in München war eine Plattform zur rechnergestützten Softwareentwicklung und die erste Integrierte Entwicklungsumgebung für Software. Ursprünglich  wurde sie unter dem Namen PET/X1150 vertrieben. Diese Bezeichnung setzt sich aus der Verwendung Programm-Entwicklungs-Terminal-System und dem zugrundeliegenden Philips X1150 Datensammelsystem zusammen. Das System Maestro I wurde weltweit 22.000 Mal installiert, davon (bis 1989) 6.000 Mal in der Bundesrepublik Deutschland. Maestro I war in den 1970er und 1980er Jahren führend auf diesem Gebiet. Größter Abnehmer in den USA wurde die Bank of America. Ein erhaltenes Maestro-I-System ist im Museum of Information Technology in Arlington, Texas ausgestellt.

## Historische Rolle

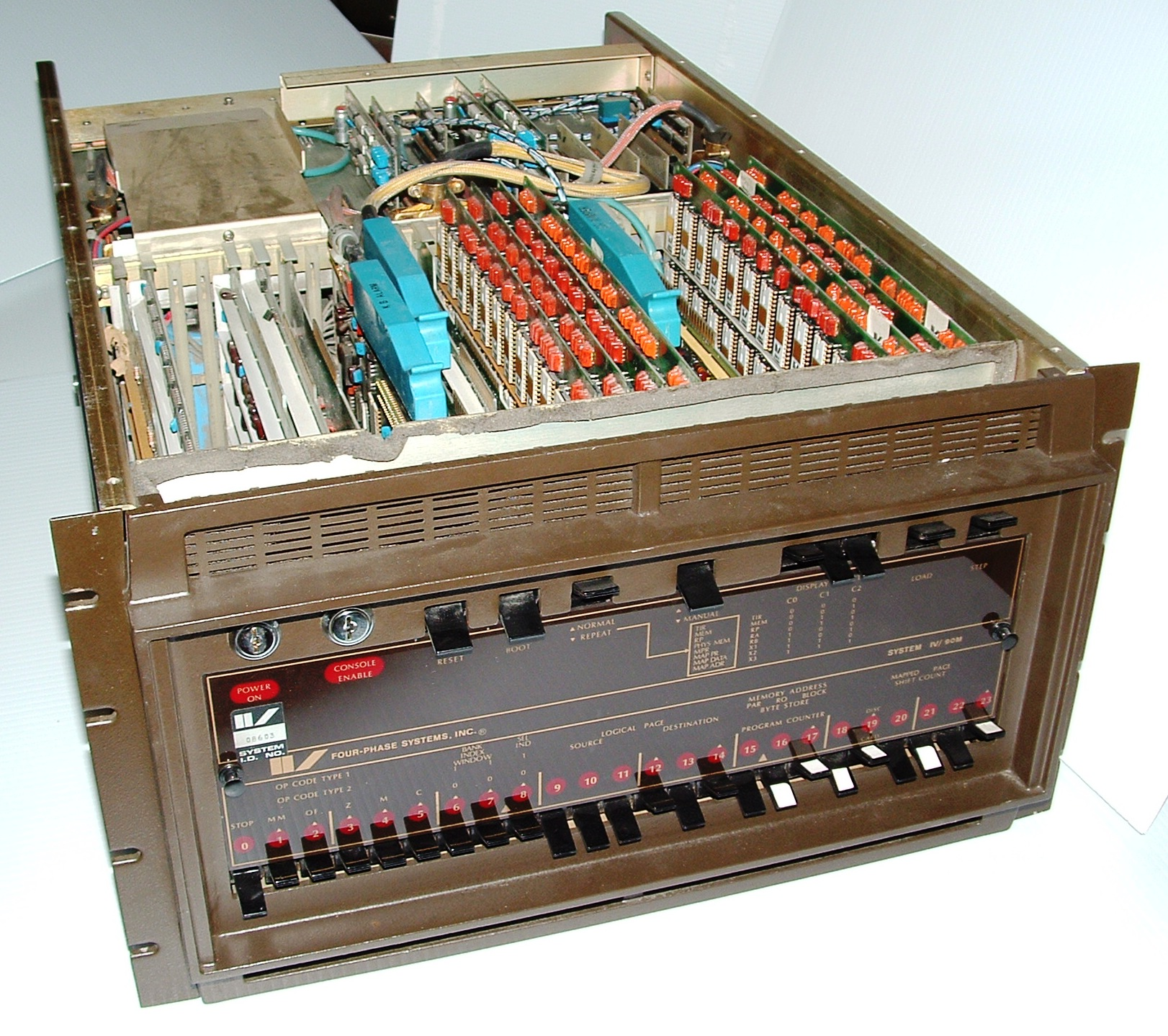
Maestro-Zentraleinheit X1150

Maestro I oder PET/X1150 ist ein Teil der Technikgeschichte und war ein wesentlicher Faktor für die Entwicklung von
- Softwaretechnik
- Integrierter Entwicklungsumgebungen
- Mensch-Computer-Interaktion, Ergonomie
- Methoden und Vorgehensmodellen zur Softwareentwicklung

## Vorgeschichte

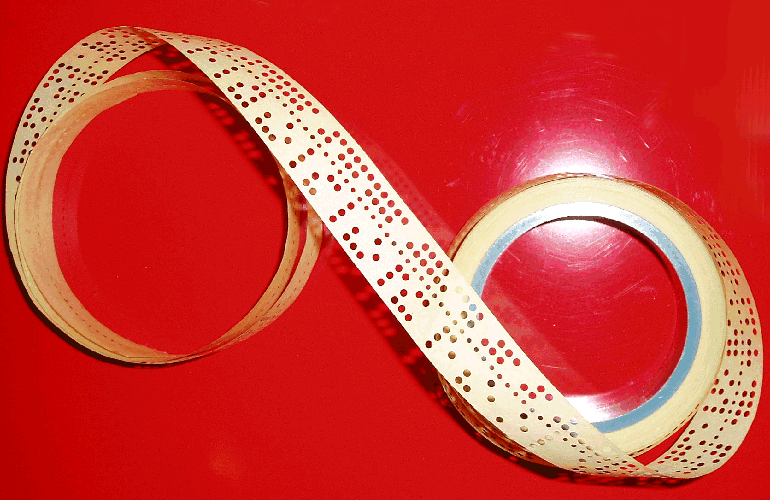
Fünf-Kanal-Lochstreifen mit fünf Löchern in jeder Spalte für Datenbits plus einer kleineren Transportlochung

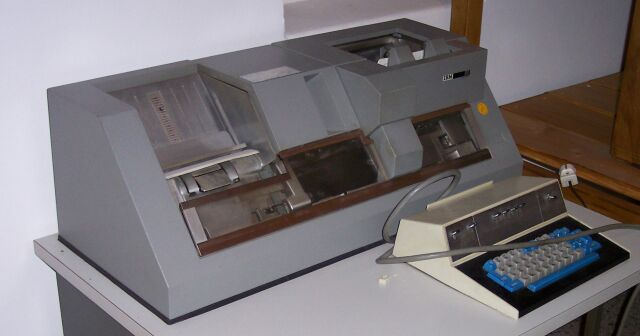
Lochkartenstanzer von IBM

Der Arbeitstag für einen Programmierer sah vor 1975 oft so aus, dass er an einem Fernschreiber oder Kartenlocher ein Programm eintippte und damit zum Computer ging. Dort las er seinen Lochstreifen oder Lochkarten ein und nach dem Start des Programms auch die Daten auf diesen Datenträger.
Die Verbreitung des IBM 3270 Bildschirmterminals, zusammen mit IBM ISPF (Interactive System Productivity Facility) war im Vergleich eine wesentliche Erleichterung. Die Entwicklung nach etwa 1972, bis Anfang der 1980er Jahre, war auch aus Kostengründen sehr langsam.
Der im ISPF integrierte Texteditor ermöglicht es, Quellentexte für Programme im Teilnehmerbetrieb zu erstellen. Dieser Editor wird mittels Steuerbefehlen, Zeilenkommandos und Funktionstasten bedient. Nachteil: der Programmierer bekommt die Reaktionen auf seine Eingaben verzögert, nach dem Ausfüllen einer Seite, somit erscheint die Anwendung dem Benutzer insgesamt als träge und wenig intuitiv.

### Rezenzeffekt bei der Programmierung
Verzögert sich die Antwort im Dialogbetrieb, entstehen unweigerlich Brüche in der Arbeit. Wichtig ist das Kurzzeitgedächtnis (vgl. Literatur Atkinson und Shiffrin, 1968, die „Entdecker“ des Kurzzeitgedächtnisses). Beim Rezenzeffekt (engl. recency effect) handelt es sich um ein psychologisches Phänomen. Er besagt, dass später eingehende Information einen größeren Einfluss auf die Erinnerungsleistung einer Person ausübt als früher eingehende Information. Im engeren Sinne ist der Rezenzeffekt ein Phänomen, welches das Kurzzeitgedächtnis betrifft. Im weiteren Sinne tritt er auf, wenn zuletzt wahrgenommener Information aufgrund der besseren Erinnerungsfähigkeit stärkeres Gewicht verliehen wird als früherer Information. Fazit: Bei Verzögerungen verliert der Programmierer den Faden.
Maestro I war in dieser Zeit eine echte Innovation. Nach dem Volkswirt Joseph Schumpeter ist Innovation die Durchsetzung einer technischen oder organisatorischen Neuerung, nicht allein ihre Erfindung. Die „Erfindung“ Kurzzeitgedächtnis wurde technisch nutzbar gemacht. Bei Maestro I wurde jeder Tastendruck direkt zu der Zentraleinheit geleitet und die Reaktionen auf die Eingaben erfolgten unmittelbar, ohne Verzögerung. Dies wurde durch die sehr speziellen Hardwareeigenschaften der Basismaschine erreicht.
Ein Vergleich mit anderen Innovationen wie z. B. Ajax ist hier berechtigt. Im Jahr 2005 war der Begriff Ajax zunehmend in den Medien präsent. Google benutzte das asynchrone Kommunikations-Paradigma in interaktiven Anwendungen wie beispielsweise Google Maps. Traditionell übermitteln Webanwendungen Formulare, die zuvor vom Benutzer ausgefüllt wurden. IBM-3270-Bildschirmterminals arbeiten auch mit Auffüllen von Formularen, mit Verzögerungen, störenden Brüchen in der Arbeit. Maestro I hat diese Verzögerungen durch technologische Innovation, ähnlich wie später Ajax auch, die früher störenden Brüche in der Arbeit überwunden.

## Meilensteine

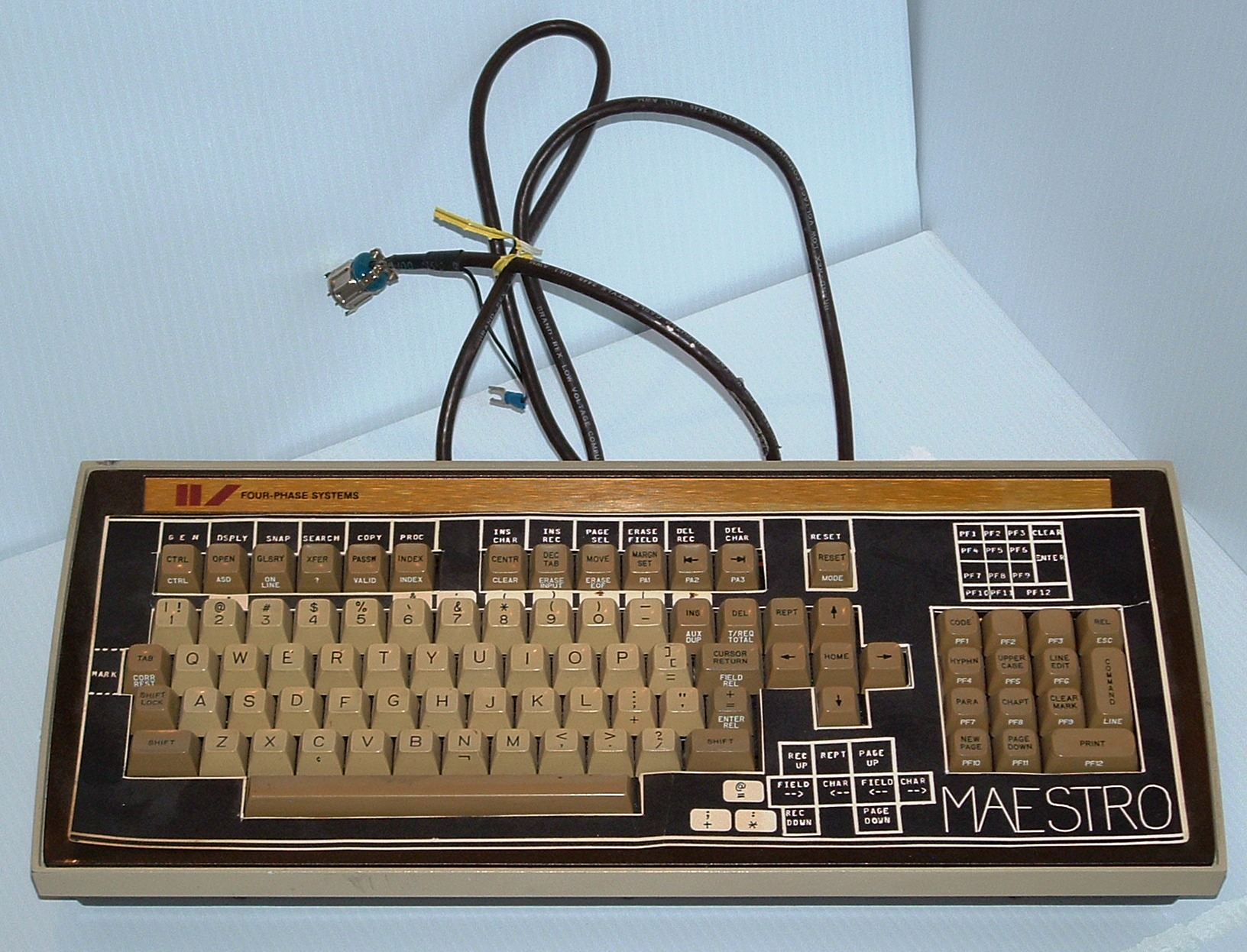
Maestro-Tastatur

Harald Wieler, Mitgesellschafter von Softlab, hat einen ersten Prototyp des PET auf Basis des Philips X 1150 Datensammelsystemes (original ein Four Phase system) seit 1974 entwickelt. Wieler war vorher Architekt der Betriebssystementwicklung für Großrechner von Radio Corporation of America und Siemens. Die Entwicklung von Maestro I wurde mit BMFT-Mitteln gefördert mit dem Ziel eines interaktiven Programmierplatzes für monatlich 1000 D-Mark. Die Erstvorstellung des Systems erfolgte im Oktober 1975 auf der Systems in München.
Anfang des Jahres 1977 wurden von Softlab Datenfernübertragungs-Prozeduren freigegeben, mit denen der PET-Basisrechner Philips X 1150 an IBM-Systeme des Typs S/360/370 beziehungsweise Siemens 4004/7000 Programmdaten versandt und auf diesen Großrechnern im Batchbetrieb kompiliert werden konnten. Dadurch war die Verbindung von interaktiver Programmierung und der Rechenleistung von Systemen möglich, die per Time-Sharing-Verfahren genutzt wurden.
Der außereuropäische Vertrieb des Systems, vornehmlich in den USA, fand durch die Itel Corp. unter dem Namen Maestro statt. Über diesen Weg wurden bis 1978 1200 Programmierarbeitsplatz-Installationen vermarktet.
Nachdem Boeing im Jahr 1979 eine Untersuchung durchführte, indem es sein selbstentwickeltes, ähnliches System mit dem PET/X1150 verglich und die Eigenentwicklung zugunsten des PET aufgab, bestellte der amerikanische Flugzeughersteller sieben weitere Systeme bei Softlab. Durch diesen Großauftrag gelang es, auf dem US-amerikanischen Markt nachhaltig Fuß zu fassen. Größter Abnehmer in den USA wurde die Bank of America. Für ihre Rechenzentrale in San Francisco schaffte die Bank 24 PET-Rechner mit 576 Bildschirm-Stationen an. Nachdem Softlab aufgrund dieses Erfolges eine Filiale in San Francisco gründete, konnten durch diese allein insgesamt rund 100 Systeme mit 2000 angeschlossenen Bildschirm-Arbeitsplätzen in Amerika verkauft werden.
Ab dem Jahr 1980 wurden mehrtägige Kurse für die Bedienung des Maestro Systems durch Softlab angeboten.
Die DFÜ-Fähigkeit des PET/X1150 wurde 1982 erweitert, so dass die Maestro-IBM-3270-Emulation aus Effektivitätsgründen auf dedizierte Prozessoren verlagert werden konnte.

„Das System biete jetzt erweiterte interaktive Unterstützung für Design, Dokumentation und Test sowie für Projektführung und -verwaltung. Auch die DFU-Fähigkeiten seine aufgebaut worden. Neben dem 3270-BSC-Dialog steht nun auch der Dialog unter SDLC/SNA zur Verfügung. Parallele Verbindungen mit TSO, IMS, CICS sind möglich.“

Nachdem die Herstellung der Philips X 1150 Ende der 1980er Jahre beendet und in der Folgezeit auch die Ersatzteilbeschaffung zunehmend schwieriger wurde, hat Softlab den Nachfolger Maestro II entwickelt.

## Technik

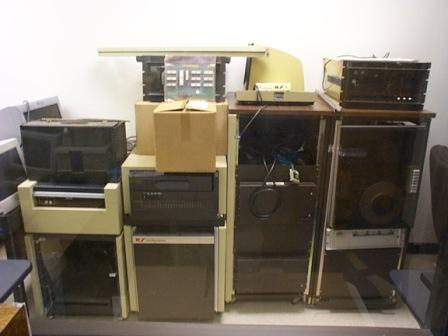
Maestro-Magnetband, -Plattenspeicher, -Drucker

Die Basismaschine war ein Key-to-Disk-Datensammelsystem. Historische Vorgänger waren Key-to-Tape-Systeme Anfang der 1970er Jahre, wie zum Beispiel Olympia Multiplex 80.
Mögliche Konfiguration:
- System mit 96 KB Hauptspeicher,
- sechs Bildschirmen,
- einem 68-MB-Plattenspeicher,
- einem 200-Zeilen-Drucker und
- DFÜ-Anschluss